# Edil romà
L'edil (en llatí, aedilis) era una magistratura romana. Sembla que el seu nom derivava d'aedes, que inicialment significava temple, i també casa o mansió. S'encarregava del manteniment dels edificis públics i regulaven les activitats festives, i també garantien l'ordre públic i els subministraments que necessitava la ciutat de Roma. Per aquestes funcions actualment s'anomenes edils als regidors dels ajuntaments.

## Història

### Edils plebeus
L'any 494 aC, després del conflicte dels Ordres i la Secessio plebis entre els patricis i els plebeus, es va crear la magistratura de l'edil plebeu, ajudant en un principi del Tribú de la plebs. Els Tribuns de la plebs eren equivalents als cònsols i els edils ho eren dels qüestors. Eren oficials subordinats als Tribuns, i als primers temps nomenats per ells. Després de la Lex Publilia Laetoria eren elegits als comicis i estaven protegits per lleis que els conferien un estatus sagrat. L'historiador Barthold Georg Niebuhr considera que en un inici els edils eren els guardians del temple de Ceres, on es conservaven còpies de tots els decrets del senat. Després de la Lex Publilia van deixar de ser subordinats dels tribuns, i quan els Tribuns de la plebs van anar adquirint noves funcions, els edils van tenir també més atribucions i independència. La lex Aternia Tarpeia (455 aC) els va conferir el dret de posar multes (ius multae dictionis) i també els atorgava el ius contionis (dret a convocar assemblees) i el ius edicendi (dret a fixar els temes a tractar). Però no tenien el ius auspiciorum (dret a consultar els auspicis) i per això no eren considerats autèntics magistrats romans.
Les funcions dels edils plebeus en els seus primers temps, sota les ordres dels tribuns de la plebs, eren les de detenir els acusats i executar les penes de mort, que havien de ser confirmades per l'assemblea i es realitzaven pel llançament del reu des de la roca Tarpeia. Tenien també cura de l'aplicació de les Lleis de les dotze taules, d'excloure dels temples les divinitats estrangeres i el seu culte, de subministrar gra a la població i d'organitzar els Jocs romans (Ludi romani), però aquestes funcions sembla que havien de tenir un mandat específic dels cònsols o del senat. Quan van deixar de dependre dels tribuns van perdre el seu caràcter sagrat, que estava vinculat a la potestat tribunícia, i van passar a ser magistrats menors. Però mai van deixar deixar de ser magistrats plebeus, i només els plebeus podien ser elegits per aquests càrrecs. No portaven cap insígnia que els identifiqués i sempre eren elegits en una votació apart de la que elegia els edils curuls als comicis tributaris, que sempre eren presidits per un tribú. Els edils plebeus sempre eren dos, igual que els edils curuls.

### Edils curuls
Segons diu Titus Livi després de l'aprovació de les Lleis Liciniae-Sextiae l'any 367 aC, es va afegir un dia addicional a la celebració dels Jocs romans, i els edils plebeus es van negar a assumir.ne els costos. Els patricis es van mostrar disposats a assumir-los, sempre que fossin admesos al càrrec d'edil. La lex Furia de aedilibus va crear els edils curuls, que també eren dos, i en principi només patricis, però després van passar a ser patricis i plebeus alternativament. Els edils curuls eren magistrats de ple dret, i tenien alguns privilegis que els edils plebeus no posseïen. A més de poder seure en una Sella Curulis, portaven una Toga pretexta, que tenia una vora de color porpra. Tenien més categoria que els edils plebeus, però les seves funcions eren pràcticament les mateixes. Quan eren elegits, dins dels cinc primers dies després de prendre possessió, els edils curuls i els edils plebeus havien d'acordar sobre quina part de la ciutat tindrien jurisdicció cadascun.
Hi havia diferències entre uns edils i altres només en l'organització dels jocs. Els Jocs plebeus, i altres festes que celebrava només la plebs, eren organitzats només pels edils plebeus, i les altres festes eren competència dels edils curuls. Durant aquestes celebracions les despeses eren grandioses, ja que els edils curuls aprofitaven la popularitat que donaven els espectacles per a promocionar-se políticament. El càrrec per tant el tenien només els molt rics, encara que algunes despeses provenien de l'erari públic i de les contribucions que es treien dels pecuaris.

## Organització
A partir del segle iii aC i fins al segle ii la seva funció es va convertir en més important assumint noves tasques: la cura dels temples i el manteniment dels edificis públics. Al segle ii el subministrament d'aigua i de menjar a Roma formava part de les seves atribucions i també tenien les funcions de jutges mercantils pels afers conflictius del comerç.
Després de la Lex Vibia annalis (180), es va establir una edat mínima de 37 anys pel càrrec. Al segle següent es va imposar la necessitat d'haver passat primer per la qüestura. Juli Cèsar va afegir dos nous edils, amb l'encàrrec exclusiu del proveïment de menjar a Roma i va establir que el que hagués estat edil podia ser elegit pretor. Les seves funcions sota l'imperi van perdre importància i algunes van ser assumides per altres magistrats; el prefecte del pretori va rebre l'encàrrec de garantir el subministrament de menjar a Roma. Són coneguts els noms de molts edils de les ciutats romanes, entre els quals les dels Països Catalans, a través de les inscripcions honorífiques o funeràries.
Ciceró defineix els edils com a curatores urbis, annonae, ludorumque sollemnium, que es poden definir així:
1. Cura urbis (cura de la ciutat), dins del districte que corresponia a cada edil. Es cuidaven de reparació i conservació dels temples, les clavegueres i els aqüeductes. Havien de procurar la neteja dels carrers i la renovació de la pavimentació si calia. Aplicaven la normativa sobre el trànsit, els animals perillosos i els edificis en ruïnes. Prenien precaucions contra els incendis i supervisaven la higiene dels banys i les tavernes. Havien d'aplicar les lleis sumptuàries. Castigaven als jugadors i als usurers, i tenien sota el seu càrrec la moral pública en general, que incloïa la prohibició de supersticions estrangeres i el registre de meretriuss. També castigaven els que tenien una part massa gran de l'ager publicus, o portaven massa bestiar a les pastures de l'estat. El control dels edificis no sembla que anés més enllà de saber-ne l'estat, perquè les reparacions depenien dels censors i dels seus delegats.
2. Cura Annonae, (provisió de l'Annona). Tenien al seu càrrec la investigació de la qualitat dels aliments subministrats als mercats i a les tendes, el control i la correcció dels pesos i mesures, i havien de destruir les que no eren legals, havien de controlar i suprimir la usura i havien de comprar gra per a poder-lo subministrar a baix preu en cas de necessitat.
3. Cura ludorum. Havien d'organitzar els jocs, especialment els públics, i de vegades els particulars si se'ls cedia el dret, per exemple en jocs fúnebres o commemoratius. Es gastaven grans sumes de diners en aquests jocs. En un principi anaven a càrrec de l'erari, que donava uns 500.000 asos per cada celebració, però després va passar a ser competència dels edils. Va ser famós Tit Anni Papià Miló per les despeses d'uns jocs que va celebrar. Els edils havien de proporcionar les decoracions i el vestuari, organitzar les processons i els jocs, disposar els seients i mantenir l'ordre; quan es representaven obres de teatre, seleccionaven l'obra, pagaven als actors i tenien també el poder de castigar-los.

Els Ludi Megalenses eren sempre organitzats pels edils curuls, els Jocs plebeus pels plebeus i els festivals per commemorar celebracions religioses, com les Cereàlia i les Floràlia podien ser organitzats per qualsevol d'ells, i de vegades ho feien mancomunadament. Juli Cèsar va afegir dos edils més, anomenats cerealis, elegits entre els plebeus que s'encarregaven especialment de l'annona i de les Cereàlia. Se suposa que part de les seves funcions van decaure quan August va redefinir el càrrec de Prefecte de l'annona. Els sis edils van persistir durant tot l'Imperi.
Les reestructuracions que va fer August dels càrrecs oficials de govern van incidir en les atribucions dels edils. El nomenament d'un Praefectus urbi que exercia de cap de policia, va treure aquesta atribució als edils. Els pretors van assumir l'administració de la justícia i l'organització dels jocs, i va treure dels edils, i l'exercia ell mateix, la supervisió dels rituals religiosos i el desterrament dels cultes estrangers. Sense atribucions, ningú no volia el càrrec d'edil, i es van haver de nomenar per sorteig entre la gent que aspirava as càrrecs polítics de qüestor o de tribú. L'ultima gran aportació d'un edil va ser la de Marc Vipsani Agripa, que va demanar voluntàriament el càrrec i va realitzar importants obres públiques a la ciutat de Roma. August nomenava els edils curuls perquè tinguessin com a missió apagar els focs i els va posar sis-cents esclaus a la seva disposició, però després aquesta tasca va ser assumida pel prefecte de vigilància.
Altres funcionaris, com el prefecte de l'aigua, encarregat del manteniment dels aqüeductes, i el curator viarii que reparava els camins van anar deixant quasi sense atribucions als edils. Sota els primers emperadors encara van conservar la supervisió dels mercats, de les mesures i de l'ordre públic, de controlar la prostitució i la usura, i la higiene dels banys públics. Tàcit diu que també buscaven llibres injuriosos per cremar-los.
L'última menció que es fa dels edils és sota l'emperador Gordià III (238-244).